# Hans Springinklee

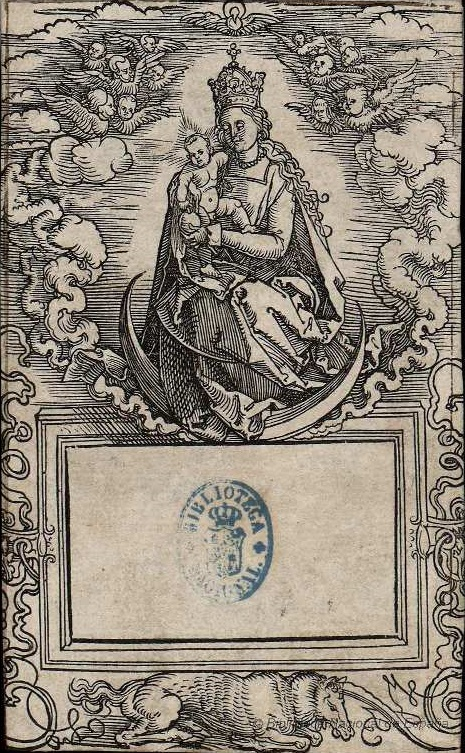
La Virgen con el Niño sentada en creciente de luna. Estampa empleada en el Hortulus animae, 1516. Biblioteca Nacional de España.

Hans Springinklee (Núremberg (?), c. 1492/1495-después de 1522) fue un pintor, dibujante y grabador en madera alemán.
De biografía escasamente documentada y mal conocido, según Johann Neudörfer, que escribía  en 1547, vivió en casa de Alberto Durero y fue su discípulo, pero el primer registro documental se fecha en 1520 cuando el Consejo de Núremberg le encargó la decoración de las habitaciones privadas del castillo del emperador Carlos V con motivo de su próxima visita. Las estampas firmadas por Springinklee llevan fechas de 1513 a 1522, ignorándose si en esta fecha abandonó Núremberg.
Con Durero, Wolf Traut, Hans Burgkmair, Albrecht Altdorfer y otros colaboró en el diseño y ejecución de las xilografías para el gran Arco de triunfo de Maximiliano I (1512-1515; impreso en 192 tacos de madera, con unas medidas aproximadas de 3,5 por 3 metros), así como en los diseños del Cortejo triunfal, inconcluso a la muerte de Maximiliano (1519).
En la ilustración de libros trabajó principalmente para Anton Koberger, para quien realizó la mayor parte de las ilustraciones del Hortulus animae, un popular libro de oraciones del que salieron dieciséis ediciones entre 1516 y 1521 en Lyon y Núremberg ilustradas con las pequeñas xilografías de Springinklee y Erhard Schön.